# 高田勇 (長崎県知事)
高田 勇（たかだ いさむ、1926年7月8日 - 2018年9月8日）は、日本の政治家。公選制度下5人目の長崎県知事（在任1982年3月2日 - 1998年3月1日）。

## 来歴・人物
東京都出身。自治省（総務省の前身の一つ）の官僚から長崎県総務部長、副知事を歴任して1982年の知事選で引退した前任者久保勘一の後継者として立候補し当選。以後4期16年にわたり知事を務めた。
在職中は長崎大水害、雲仙普賢岳噴火等といった長崎県を襲った大型災害の対策を指揮し、また諫早湾干拓事業の見直し等の対応にあたったほか、長崎文化放送や長崎国際テレビの開局にも尽力した。
1998年の知事選に立候補せず知事を引退した後、長崎空港ビルディング社長、長崎県国際交流協会理事長を務めた。
2018年9月8日、心不全のため長崎市の病院で死去。92歳没。

## 経歴
- 1944年 - 東京府立第六中学校（現都立新宿高等学校）卒業。
- 1949年 - 東京大学法学部政治学科を卒業し[2]、地方自治庁入庁。
- 1970年 - 長崎県総務部長に就任（出向）
- 1982年 - 長崎県知事に初当選[1]。
- 1998年3月1日 - この日限りで知事を退任。
- 1999年4月29日 - 勲一等瑞宝章を受章。
- 2018年9月8日 - 死去。叙正四位[3]。